# 仙台領内古城・館
『仙台領内古城・館』（せんだいりょうないこじょう・やかた）は、仙台藩領内の城館に関し、紫桃正隆が1972年から1974年にかけて著した研究書である。古代から近世まで知られる限りの城・館1350を実地調査に基づいて紹介し、考察を加えた。全4巻。

## 著者と内容
宮城県石巻市在住の高等学校の教員だった紫桃は、郷土史家として主に葛西氏の歴史についての著作で知られていた。彼が10年近くの歳月をかけ、休暇中に実施した現地調査の成果をまとめたのが本書である。多くは現地の郷土史家の案内・同行を仰いだという。
『仙台領内古城・館』は、全4巻を地域別に分け、地域内の城・館について一つあたり数ページずつ割いて解説する。ほとんどの城館に手書きの略地図を掲げ、必要な場合には地形図内での位置も示し、白黒の写真を多く収録した。現地調査にもとづいて規模・構造を推定し、古文献の記述にもとづく考察や、調査時に現地で知った伝承もあわせ記す。

## 本書の意義
仙台藩領、つまり宮城県と岩手県南部には、古代の多賀城、近世の仙台城を代表に著名な城が多いが、数的に多いのは中世に作られた比較的小さな城・館である。しかし、史料・研究・調査の密度からいうと、古代の城柵、近世の城・要害の充実と比べ、中世城館はまったく手薄であった。それゆえ、本書の不朽の業績は、急速な開発が進む1970年前後に成し遂げられた中世城館の悉皆調査にある。
江戸時代の仙台藩は、領内の村役人にその村の廃城について知ることを提出させ、それをまとめて『仙台領古城書上』を編纂した。旧仙台領の中世城館に関する必須文献だか、記述が簡略である。『仙台領内古城・館』は、範囲・数・内容のすべてにおいて古城書上を凌駕し、21世紀初めまで匹敵するものがない大著である。市町村の自治体史を集めて束にすればその収録範囲は本書に匹敵するはずだが、こと中世城館については本書を越えない所が多い。発掘調査は紫桃がなしえなかったことだが、後の開発で破壊・改変されてしまった箇所については、本書の記録がかけがえのないものになっている。

## 出版
仙台市の書店・出版社だった宝文堂から出版された。宝文堂は2007年に閉店し、本書もそれ以前から絶版している。
- 第1巻　岩手県南部、1972年
- 第2巻　宮城県東北部、1973年
- 第3巻　宮城県西部及び中央部、1973年
- 第4巻　宮城県南部、1974年